# Arabis blepharophylla
Espèce
Classification phylogénétique
L'Arabette de Californie (Arabis blephariphylla) est une espèce de plantes à fleurs de la famille des Brassicaceae. Elle se répand surtout à travers la région de la baie de San Francisco et les chaînes côtières californiennes.